# Люк Пірсон
Люк Пірсон (англ. Luke Pearson) (народився 12 жовтня 1987 року)   — британський ілюстратор, карикатурист і автор коміксів, найбільш відомий за серією коміксів Гільда для Nobrow Press і мультсеріалом Гільда від Netflix, заснованою на коміксах.  Він також створив розкадрування епізодів серіалу Cartoon Network « Час пригод » до п’ятого та сьомого сезонів.    

## Раннє життя
Люк Пірсон народився в Стоктон-он-Тіс, але виріс переважно в Тамворті . Його батько працював у ІТ, а мати була секретарем адвоката. У вільний час його батько грав і записував музику, а мати малювала. 

## Кар'єра

## Фільмографія

### Фільм
| Рік      | Назва                    | Виконавчий продюсер | Сценарист | Примітки |                         |
| -------- | ------------------------ | ------------------- | --------- | -------- | ----------------------- |
| 2021 рік | Хільда і гірський король | Так                 |           | Так      | Співвиконавчий продюсер |

### Телебачення
| Рік            | Назва      | <a href="./Продюсер" rel="mw:WikiLink" data-linkid="undefined" data-cx="{&amp;quot;userAdded&amp;quot;:true,&amp;quot;adapted&amp;quot;:true}">Продюсер</a> | Сценарист | Художник по разкадровці | Примітки |                           |
| -------------- | ---------- | --- | --------- | ----------------------- | -------- | ------------------------- |
| 2013–2015 рр   | Час пригод | | Так       |                         | Так      |                           |
| 2018 – дотепер | Гільда     | Так |           | Так                     |          | Також творець і розробник |

## Нагороди та номінації
| Рік      | Нагорода             | Категорія | Номінант(и)                | Результат | Пос    |
| -------- | -------------------- | --- | -------------------------- | --------- | ------ |
| 2012 рік | British Comic Awards | Премія коміксів для молоді | Гільда і опівнічний гігант | Перемога  | [ 11 ] |
| 2014 рік | Премії Айснера       | Кращий письменник/художник | Гільда і парад птахів      | Номінація | [ 12 ] |
| 2019 рік | Денна премія Еммі    | Видатний дитячий мультсеріал Спільно з Клінтом Іландом, Куртом Мюллером, Стефані Сімпсон, Адамом Ідельсоном, Шантал Лінг, Рейчел Саймон та Ендрю Хаймасом | Гільда                     | Номінація | [ 13 ] |
| 2019 рік | Дитячі премії BAFTA  | Дитяча анімація Спільно з Беллою Ремсі, Стефані Сімпсон та Куртом Мюллером                                                                                | Гільда                     | Перемога  | [ 14 ] |